# Koprodukce

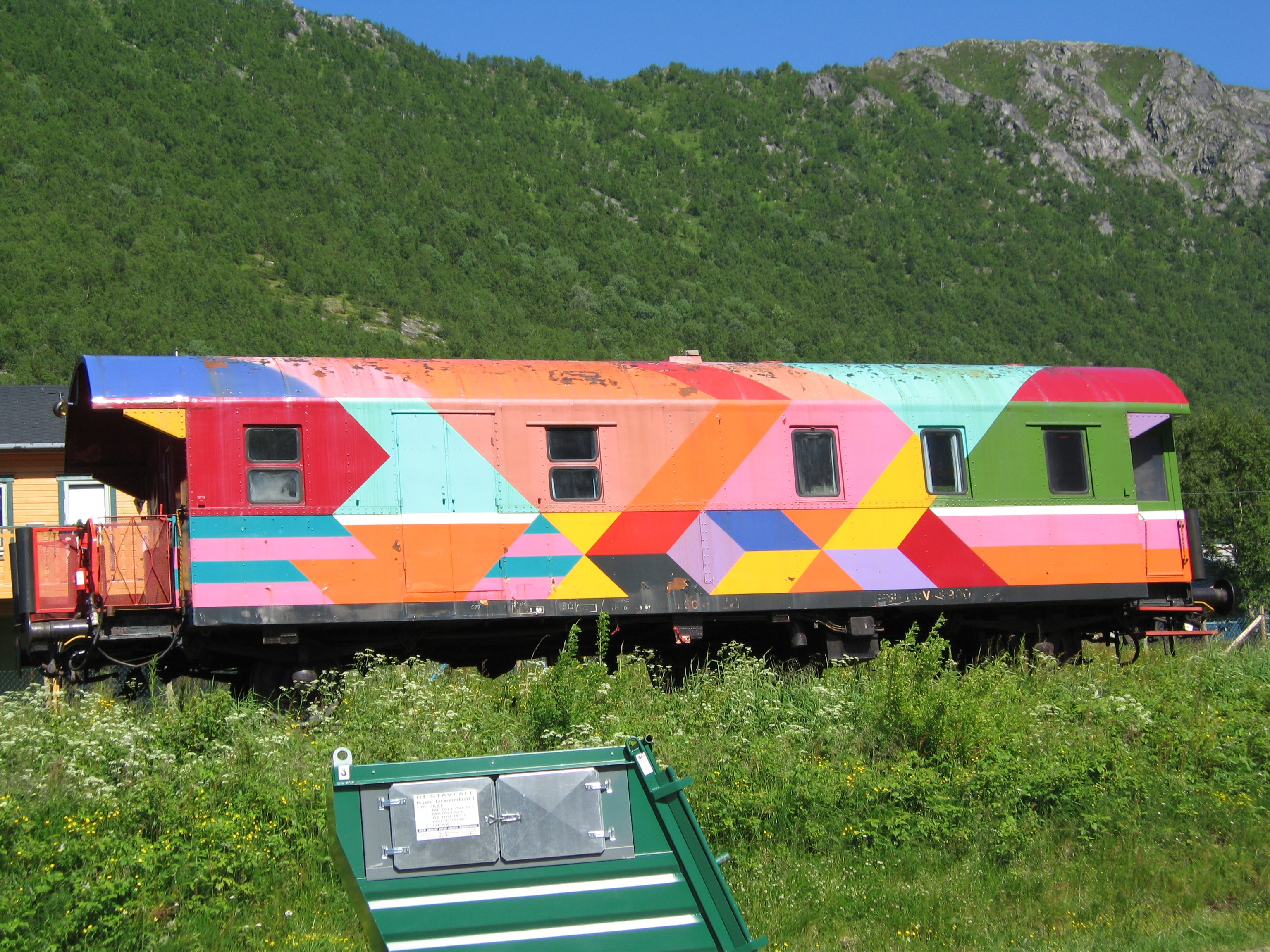
Železniční vůz použitý při natáčení Sesame Stasjon, mezinárodní koprodukce Norska a USA založená na pořadu Sezame, otevři se

Koprodukce je institucionalizovaná a právně podložená produkce filmového díla, na které se podílejí dva nebo více producentů (produkční společnosti, produkční organizace), příp. národních kinematografií. Představuje tedy společnou, sdruženou produkci filmového díla, která může mít mezinárodní i vnitrostátní charakter a je založená na finanční nebo též tvůrčí spoluúčasti. Takto vyprodukované dílo se nazývá koprodukční film.
Konkrétní podobu vztahů mezi produkčními partnery upravuje smlouva, která obsahuje ustanovení o jejich podílu na realizaci díla (finanční, pracovní, tvořivý, technický, technologický apod.), rozsahu práv, která se mají získat, podílů z distribuce atd.
Ačkoliv se koprodukce vyskytuje především v kinematografii, takovýto model produkce se může vyskytovat i v jiných odvětvích (např. divadlo, rozhlas, videoherní průmysl apod.).